# 煩悩☆パラダイス
「煩悩☆パラダイス」（ぼんのうパラダイス）は、愛美の4枚目のシングル。2023年7月26日にKING AMUSEMENT CREATIVEから発売。

## 概要
表題曲「煩悩☆パラダイス」は、愛美もヒロインの蒼葉結月として出演しているテレビアニメ『てんぷる』のオープニングテーマに採用された。作詞は愛美、作曲はBOUNCEBACK、編曲は廣中トキワが手掛けている。また、愛美が作詞を手掛けた楽曲がアニメ主題歌になるのはこれが初となる。
「煩悩☆パラダイス」は、愛美も選考に参加した楽曲コンペで、複数の楽曲の中から『てんぷる』の世界観に合う「賑やかな王道アニソン」という条件に合致したBOUNCEBACKの楽曲を採用し、廣中がそれに編曲を加えた後、作品のテーマでもある「煩悩」やヒロイン達の乙女心、劇中のドタバタ劇にフォーカスして、愛美が歌詞を書き上げ完成に至った。
フィジカルでの発売に先駆け、7月9日に先行配信された。またこれと同日に愛美のオフィシャルYouTubeチャンネルにて、ミュージック・ビデオも公開された。MVはアニメの内容にちなみ、煩悩に葛藤しつつも、お寺で修行に励む愛美をコミカルに描いている。監督は熊谷涼花が務めている。
フィジカルは、CDとM-CARD（特典映像のダウンロードカード）全3デザインの内1つがセットになった『初回限定盤』（KICM-92137）、CDのみの『通常盤』（KICM-2137）の2種類で発売。両タイプ共通の初回製造分封入特典として「オンライン愛称命名会」シリアルナンバー入り応募用紙が封入されている。また、『初回限定盤』と『通常盤』でジャケットデザインが異なっている。

## 収録曲
| #         | タイトル                           | 作詞         | 作曲         | 編曲         | 時間  |
| --------- | ---------------------------------- | ------------ | ------------ | ------------ | ----- |
| 1.        | 「煩悩☆パラダイス」                | 愛美         | BOUNCEBACK   | 廣中トキワ   | 3:44  |
| 2.        | 「SOS_SOS」                        | acane_madder | acane_madder | acane_madder | 3:32  |
| 3.        | 「ステラメロウディ」               | 愛美         | kami         | 廣中トキワ   | 4:33  |
| 4.        | 「煩悩☆パラダイス」(Instrumental)  |              |              |              | 3:44  |
| 5.        | 「SOS_SOS」(Instrumental)          |              |              |              | 3:31  |
| 6.        | 「ステラメロウディ」(Instrumental) |              |              |              | 4:31  |
| 合計時間: | 合計時間:                          | 合計時間:    | 合計時間:    | 合計時間:    | 23:35 |

| #  | タイトル                                 | 作詞 | 作曲・編曲 |
| -- | ---------------------------------------- | ---- | ---------- |
| 1. | 「煩悩☆パラダイス」(Music Video)         |      |            |
| 2. | 「特典映像「愛美と千春の寺修行体験!!」」 |      |            |